# Siapiccia
Siapiccia település Olaszországban, Szardínia régióban, Oristano megyében. Lakosainak száma 347 fő (2023. január 1.). Siapiccia Allai, Ollastra, Siamanna, Simaxis és Fordongianus községekkel határos.

## Népesség
A település lakossága az elmúlt években az alábbi módon változott:
| Lakosok száma | 359  | 353  | 347  |
|               | 2017 | 2018 | 2023 |